# هوغو كلاوس
هوغو كلاوس (بالفرنسية: Hugo Claus) (و. 1929 – 2008 م) هو كاتب سيناريو، وكاتب مسرحي، وشاعر، وكاتب، ومخرج سينمائي، ورسام، ومترجم، وصحفي، من بلجيكا، ولد في بروج، توفي في أنتويرب، عن عمر يناهز 79 عاماً.

## أعمال بارزة
من أهم أعماله:
- The Sorrow of Belgium.

## جوائز
حصل على جوائز منها:
- Flemish Culture Award for General Cultural Achievement  [لغات أخرى]‏ (2005)
- جائزة الأدب الهولندي [الإنجليزية]‏ (1986)
- Constantijn Huygens Prize [الإنجليزية]‏ (1979)
- جائزة هرمان جورتر  [لغات أخرى]‏
- Henriëtte Roland Holst Award  [لغات أخرى]‏
- جائزة الفلك للعالم الحر [الإنجليزية]‏
- Knight of the Order of the Crown ‏
- جائزة كستودا  [لغات أخرى]‏
- جائزة ليبريس
- VSB Poetry Prize [الإنجليزية]‏.

## وصلات خارجية
- هوغو كلاوس على موقع IMDb (الإنجليزية)
- هوغو كلاوس على موقع الموسوعة البريطانية (الإنجليزية)
- هوغو كلاوس على موقع مونزينجر (الألمانية)
- هوغو كلاوس على موقع ألو سيني (الفرنسية)
- هوغو كلاوس على موقع ميوزك برينز (الإنجليزية)
- هوغو كلاوس على موقع أول موفي (الإنجليزية)
- هوغو كلاوس على موقع قاعدة بيانات الأفلام السويدية (السويدية)
- هوغو كلاوس على موقع إن إن دي بي (الإنجليزية)
- هوغو كلاوس على موقع قاعدة بيانات الفيلم (الإنجليزية)
- هوغو كلاوس على موقع كينوبويسك (الروسية)